# Whistler Blackcomb
Pour les articles homonymes, voir Blackcomb.

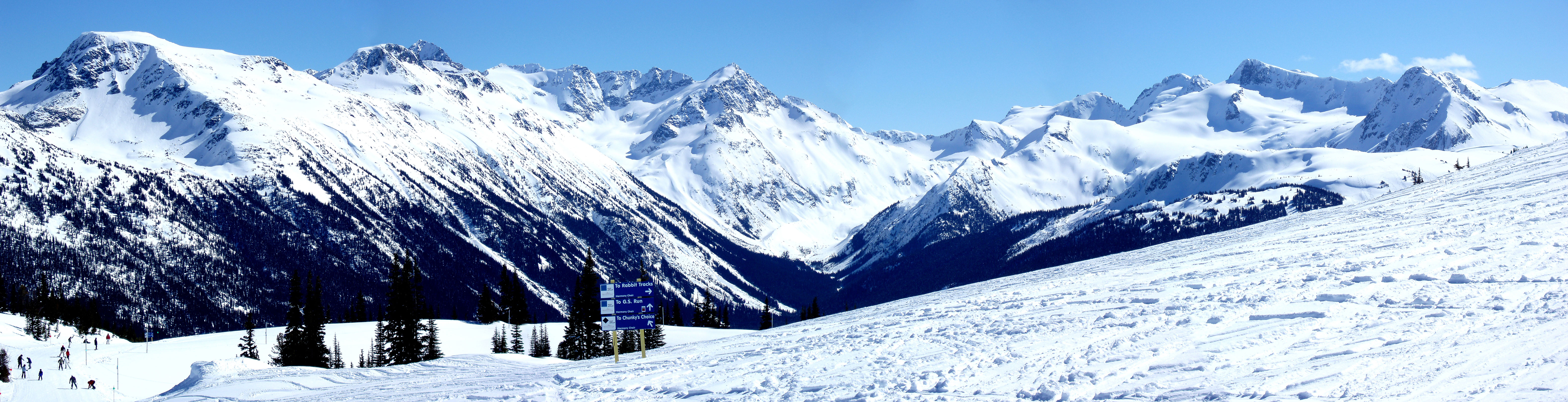
Panorama de Whistler Blackcomb.

Whistler Blackcomb est un vaste domaine skiable située à Whistler au Canada (Colombie-Britannique), au nord de Vancouver. 
C'est la plus grande station de ski d'Amérique du Nord, et aussi la plus visitée (2 millions de visiteurs par an en moyenne). 
Ensemble, on compte une douzaine de restaurants et de bars sur les deux montagnes (Blackcomb Mountain et Mont Whistler).

## Histoire
Whistler accueillait les épreuves de ski alpin lors des Jeux olympiques d'hiver de 2010 de Vancouver.
En août 2016, Vail Resorts annonce l'acquisition de Whistler Blackcomb, pour 1,09 milliard de dollars.